# Balyan

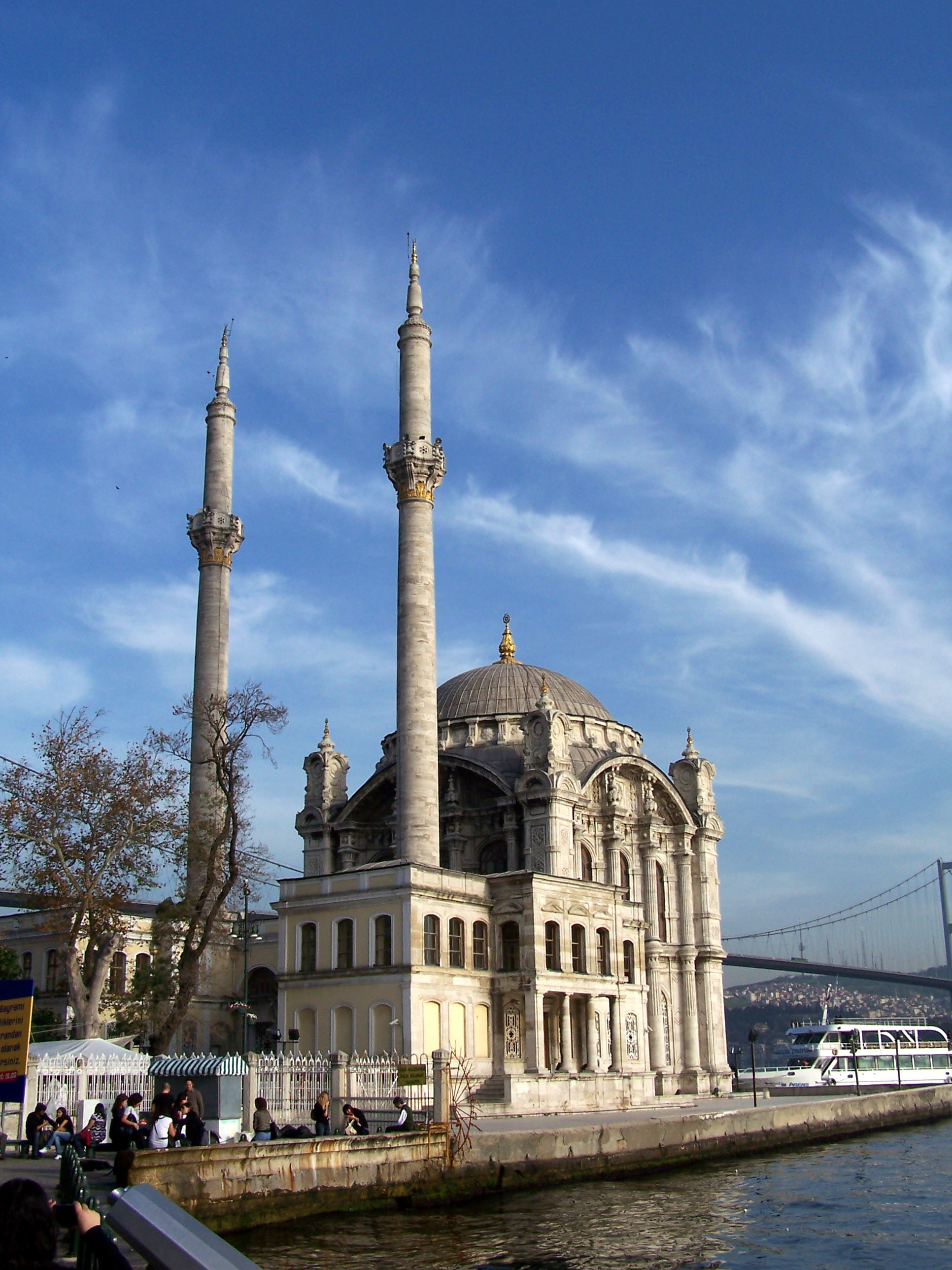
Ortaköy-Moschee in Istanbul

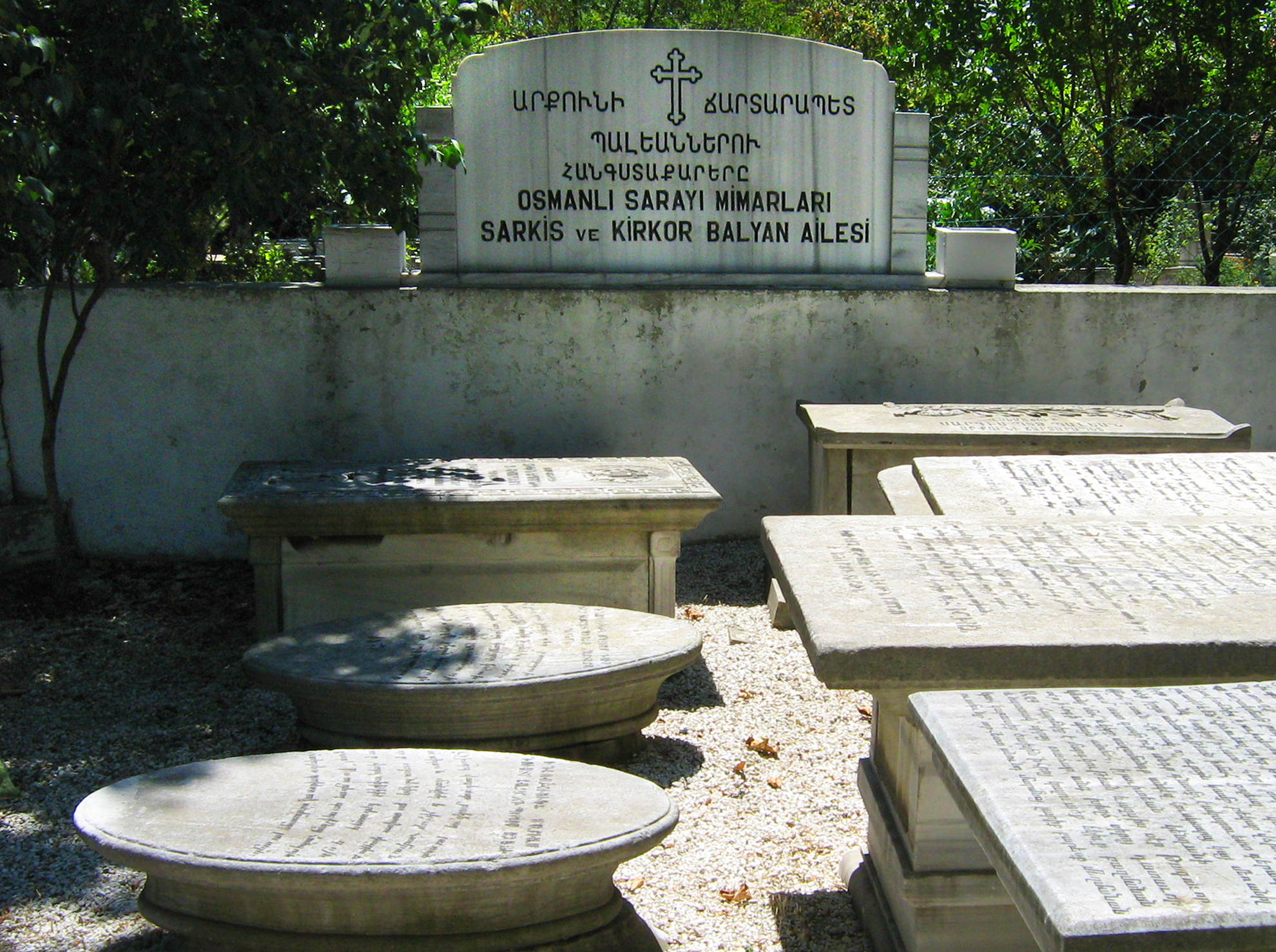
Grab der Familie Balyan

Balyan (oft auch Balian, armenisch Պալեաններ Palianner) ist der Familienname mehrerer bedeutender osmanischer Baumeister und Architekten armenischer Abstammung.
Die Familie stammte aus Karaman und war in Konstantinopel, heute Istanbul, ansässig. Im 18. und 19. Jahrhundert entwarfen und bauten sie viele bedeutende Gebäude, darunter Schulen, Kirchen, Moscheen, Wohnhäuser und Paläste für den jeweiligen Sultan, seine Familie und andere wohlhabende Menschen. Fünf Generationen dieser Familie prägten das Bild des heutigen Istanbul, insbesondere neun Mitglieder der Familie haben als Architekten das europäische Aussehen Istanbuls maßgeblich mitgestaltet.
Die Architekten der Familie Balyan bevorzugten westliche Architektur und westliches Design. Sie nahmen aber auch osmanisch-türkische Bauformen auf. Ihr berühmtestes und größtes Bauwerk ist der Dolmabahçe-Palast, einer der weltweit schönsten Paläste des 19. Jahrhunderts.

## Die Baumeister
Merametçi Bali Kalfa (aus dem Dorf Balen bei Karaman; † 1800) war der erste Architekt der berühmten Dynastie. Er löste einen armenischen Palast-Architekten ab, dessen Schwiegersohn er war. Als er starb, nahm sein Sohn Magar seinen Platz ein.
Krikor Amira Balyan (1764–1831) ist das erste wirklich berühmte Familienmitglied. Er wurde ursprünglich nach seinem Großvater, Bali benannt und nahm später als erster den Namen Balyan an. Er war der Schwiegersohn von Mason Minas und Schwiegervater von Ohannes Amira Severyan, beide ebenfalls Baumeister. Krikor hatte gute Beziehungen zu zwei Sultanen und baute Paläste, Moscheen, Brücken. 1820 musste er wegen Verwicklung in einen Religionsstreit nach Kayseri ins Exil, konnte aber bald auf Vermittlung seiner armenischen Freunde wieder zurück nach Konstantinopel. Er starb 1831, nachdem er für vier Sultane hintereinander gebaut hatte.
Senekerim Amira Balyan (1768–1833) ist der jüngere Bruder von Krikor Balyan. Er baute zusammen mit seinem Bruder, aber auch selbständig. Davon zeugt eine armenische Kirche in Ortaköy in Istanbul. Außerdem baute er den Feuerturm im Stadtteil Beyazıt (Serasker Kulesi).
Garabed Amira Balyan (auch Karabet; * 1800 in Istanbul, † 15. November 1866 in Istanbul) ist ein Sohn von Krikor Balyan. Er erbaut mit seinem Sohn Nigoğayos für Sultan Abdülmecid I. den Dolmabahçe Sarayı in Istanbul. Außerdem baute er viele weitere Gebäude in Istanbul, abwechselnd mit seinen Brüdern. Mit seinem Sohn Sarkis baute er den Beylerbeyi Sarayı.
Nigoğayos Bey Balyan (auch Nikogos und Nigogos; * 19. November 1826, † 27. Februar 1858) war ebenfalls als Architekt am Bau des Dolmabahçe Sarayı gemeinsam mit seinem Vater Garabed tätig. Er hat mit seinem Bruder Sarkis in Paris Architektur studiert und in Istanbul eine Architektur-Schule eröffnet, um die westliche Baukunst zu verbreiten. Mit seinem Vater baute er die barocke Ortaköy-Moschee am Bosporus. Er wurde nur 32 Jahre alt.
Sarkis Bey Balyan (1835–1899) ist ebenfalls ein Sohn von Garabed Balyan. Er entwarf zahllose repräsentative sakrale und weltliche Gebäude und ist der Architekt des Çırağan Sarayı sowie des Beylerbeyi Sarayı (beide gemeinsam mit seinem Vater Garabed) sowie der Hamidiye-Moschee. Wegen lebensbedrohlicher Verfolgungen, denen das gesamte Volk der Armenier ausgesetzt war und die damals schon genozidale Formen annahmen, musste er nach Europa fliehen und konnte erst 15 Jahre später wieder zurückkehren. Sarkis unterstützte zeit seines Lebens armenische Schriftsteller, Musiker und Schauspieler.
Ebenfalls Söhne von Garabed waren Agop (Jakob) Bey Balyan (1837–1875) und Simon Bey Balyan (1846–1894). Sie waren beide, wie auch Nigoğayos und Sarkis, „königliche Architekten“ und haben das Gesicht des damaligen Istanbul, entscheidend geprägt. Sie studierten alle vier an der École des Beaux-Arts in Paris. Viele ihrer Bauten stehen heute noch.
Levon Bey Balyan (1855–1925): Er war der letzte Spross der großen armenischen Architekten-Dynastie der Balyan im Osmanischen Reich.